# Должок (Винницкий район)
Должок (укр. Довжок) — село на Украине, находится в Винницком районе Винницкой области.
Код КОАТУУ — 0523483802. Население по переписи 2001 года составляет 388 человек. Почтовый индекс — 22254. Телефонный код — 4346. Занимает площадь 0,256 км².

## Местная власть
22200, Винницкая область, Винницкий р-н, г. Погребище, ул. Богдана Хмельницкого, 77